# پاکارانا
پاکارانا (نام علمی: Dinomys branickii) نام یک گونه از تیره پاکاراناها است.
این گونه جونده با بدنی بزرگ دارای وزنی در حدود ۱۵ کیلوگرم و طولی در حدود ۷۹ سانتی‌متر می‌باشد. پاکاران یک جانور شب‌زی است که اغلب اوقات فقط در مناطق گرمسیری، جنگل‌ها در غرب حوضه آمازون و رشته‌کوه آند مشاهده می‌گردد. پراکندگی این گونه از شمال غربی ونزوئلا و کلمبیا تا غرب بولیوی می‌باشد.